# Thrust SSC
Thrust SSC (Thrust SuperSonic Car, тяговий надзвуковий автомобіль) — британський автомобіль з реактивним двигуном, розроблений Річардом Ноблем, Гленном Баушером, Роном Аєрсом і Джеремі Бліссом. Перший і поки що єдиний автомобіль, що подолав звуковий бар'єр за правилами всесвітньої організації автогонщиків і, ймовірно, другий взагалі.

## Опис

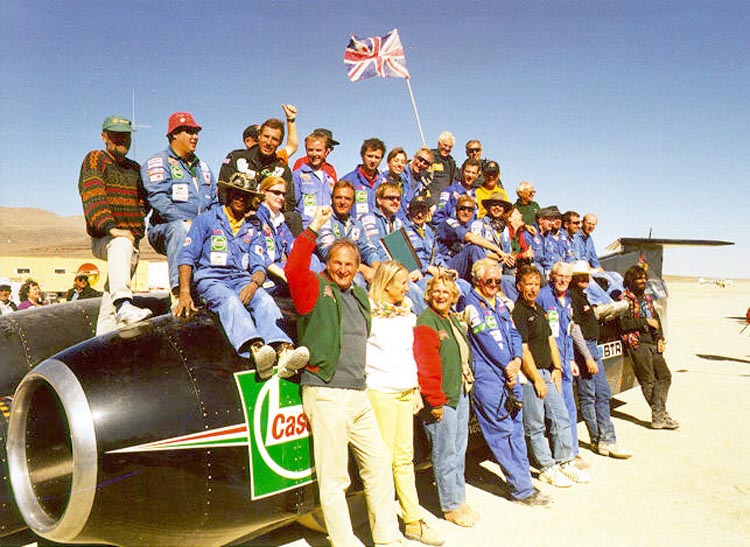
Колектив розробників Thrust SSC

Довжина Thrust SSC становить 16,5 метрів, ширина 3,7 метрів, маса досягає 10,5 тонн.
Автомобілем керував пілот винищувача Королівських ВПС Енді Грін. Рекорд наземної швидкості встановлено 15 жовтня 1997 року в пустелі Блек-Рок (Невада, США), на спеціальній трасі довжиною 21 кілометр. Вперше в історії керованим наземним транспортним засобом був подоланий звуковий бар'єр. Швидкість автомобіля досягла 1228 кілометрів за годину. Цей показник досі (12 березня 2020 року) не побитий.

## Цікаві факти
- Звуковий бар'єр автомобілем був подоланий рівно через 50 років і один день після того, як Чарльз Елвуд Єгер на експериментальному літаку Bell X-1 подолав звуковий бар'єр у повітрі.
- Команда, що створила Thrust SSC, в цей час працює над створенням нової машини Bloodhound SSC, котра має побити рекорд свого попередника.